# 牡丹峰区域
牡丹峰区域（モランボンくいき）は、平壌直轄市都心部の北部にある行政区域。
牡丹峰を中心に、国家体制のモニュメントとなる建築物が多く存在する。

## 地理
景勝地である丘陵地・牡丹峰をふくむ。
南は中区域、西南に普通江区域、西北は西城区域、東は大城区域と接する。

## 行政区域
17洞を管轄する。
- 凱旋洞（ケソンドン）
- キンマウル一洞（キンマウリルトン）
- キンマウル二洞（キンマウリドン）
- 民興洞（ミヌンドン）
- 北塞洞（プクセドン）
- 琵琶一洞（ピパイルトン）
- 琵琶二洞（ピパイドン）
- 西興洞（ソフンドン）
- 城北洞（ソンブクトン）
- 月香洞（ウォリャンドン）
- 仁興一洞（イヌンイルトン）
- 仁興二洞（イヌンイドン）
- 長峴洞（チャンヒョンドン）
- 戦勝洞（チョンスンドン）
- 戦友洞（チョヌドン）
- 進興洞（チヌンドン）
- 興富洞（フンブドン）

## 歴史
この節の出典
- 1960年10月 - 平壌直轄市西城区域牡丹洞・平和洞・七星門洞・北塞洞・西興洞・仁興洞・月香洞・坎峴洞・坎興洞・抗美洞・城北洞・琵琶洞・民興洞・古老洞・箕林洞、大城区域興富洞・戦勝洞の区域をもって、牡丹峰区域を設置。 (15洞)
  - 牡丹洞・古老洞および箕林洞・平和洞の各一部が合併し、凱旋洞が発足。
  - 箕林洞の残部が平和洞に編入。
  - 坎峴洞が長峴洞に改称。
  - 坎興洞が進興洞に改称。
- 1963年 (17洞)
  - 仁興洞が分割され、仁興一洞・仁興二洞が発足。
  - 戦勝洞の一部が分立し、戦友洞が発足。
- 1965年 (16洞)
  - 西城区域上新洞を編入。
  - 城北洞・長峴洞が西城区域に編入。
- 1967年 (17洞)
  - 西城区域城北洞・長峴洞を編入。
  - 上新洞が西城区域に編入。
- 1969年 - 抗美洞がキンマウル洞に改称。(17洞)
- 1972年 - 七星門洞が北塞洞に編入。(16洞)
- 1979年 (18洞)
  - キンマウル洞が分割され、キンマウル一洞・キンマウル二洞が発足。
  - 琵琶洞が分割され、琵琶一洞・琵琶二洞が発足。
- 1983年 - 平和洞が凱旋洞に編入。(17洞)

## 施設
- 牡丹峰
- 千里馬銅像
- 凱旋門
- 金日成競技場
- 朝鮮中央放送委員会（朝鮮中央テレビ、朝鮮中央放送）
- 戦勝革命史跡地
- 中国大使館

## 交通
- 平壌地下鉄千里馬線
  - 凱旋駅 - 戦友駅
- 平壌地下鉄革新線
  - 戦勝駅